# 알베르 1세 (벨기에)
알베르 1세(프랑스어: Albert I, 1875년 4월 8일 ~ 1934년 2월 17일)은 벨기에의 국왕 (1909 ~ 1934)이다. 제1차 세계대전 중에 벨기에군을 이끌고, 전후에 국가의 재건을 지도한 국왕으로 알려졌다.
브뤼셀에서 레오폴 2세 국왕의 조카이자 플랑드르 백작 필리프 왕자의 아들로 태어났다. 1909년에 왕좌에 오른 그는 제1차 세계대전 전에 벨기에 육군을 강화시키는 일을 하였으며, 1913년 징병제 제안의 찬성을 얻었다. 1914년 여름에는 독일과 프랑스에 벨기에의 중립을 다시 단언하였고, 8월 2일 독일 황제 빌헬름 2세의 최후 통첩을 거절하여 벨기에 영토를 지나는 독일군의 무임 승찬을 요구하였다. 이틀후에 독일군의 침입이 시작되었다.
알베르는 벨기에군의 지도력을 맡았으나, 10월에 일어난 안트베르펜의 함락 후에 이세르 강으로 후퇴 명령을 내렸다. 그러고나서 독일군은 플랑드르 남서부를 제외한 벨기에 전역을 차지하였다. 전쟁 기간 동안에 알베르는 그의 군사와 함께 남아있었고, 드판(De Panne)에 있는 그의 본부들로부터의 참호를 계속 방문하였다. 1918년 9월에 연합국의 공세가 일어나자, 프랑스-벨기에의 북군의 사령관을 지내면서, 오스텐더와 브뤼헤를 포획하였다.
전쟁이 끝난 후, 다음 15년 동안 국가의 재건에 힘쓰면서 독일군에 의하여 파괴된 산업의 재발달과 공공지역의 건설을 추진하였다. 1926년에는 새로운 군주 제도를 도입하는 도움을 주었다.
1934년 2월 17일 나뮈르 근처에 있는 마르셰르담에서 암벽등반을 하는 도중에 떨어져 사망하였다.

## 가족
알베르 1세는 바이에른 공작 카를 테오도어의 딸 엘리자베트와 1900년 결혼하여 2남 1녀를 두었다.
- 레오폴 3세
- 샤를
- 벨기에의 마리조제

| 전임 레오폴 2세 | 벨기에 국왕 1909년 12월 23일~1934년 2월 17일 | 후임 레오폴 3세 |